# 海峽光纜1號
海峽光纜1號（Taiwan Strait Express 1，TSE-1）是第一條直接連接臺灣及中國大陸的海底電纜，在2013年11月1日正式啟用，自此兩岸通訊無須再經由中美海纜或亚太2号海底电缆轉送。
海峡光缆1号總長约270公里，其中海中段约210公里，陆地段约50公里。该光缆系统連接位於新北市淡水區的遠傳電信海纜站及位於福建省福州市长乐区的中國聯通機房，頻寬可達6.4Tb/s，时延3.496ms。

## 歷史
海峽光纜1號由遠傳電信、中華電信、臺灣大哥大、臺灣國際纜網及中國移動、中國聯通六家業者共同投資興建，2012年11月動工，2013年1月18日竣工。
2014年2月，海峡光缆1号工程通过验收，正式投入运营。截至2020年，该光缆系统在中国大陆侧共因船舶锚害、底拖捕捞、非法采砂等原因发生14次故障，其中12次故障发生于45公里内的近岸段。